# Valsa germanica
Valsa germanica är en svampart som beskrevs av Nitschke 1870. Valsa germanica ingår i släktet Valsa och familjen Valsaceae.   Inga underarter finns listade i Catalogue of Life.